# Großenhain
Großenhain är en stad i Landkreis Meissen i förbundslandet Sachsen i Tyskland. Staden har cirka 18 000 invånare.